# Chisu
Christel Martina Sundberg, connue sous son nom de scène Chisu, née à Helsinki le 3 janvier 1982, est une chanteuse finlandaise.
Son premier single Mun koti ei oo täällä fait parte de la bande-originale du film Sooloilua. Cette chanson a lancé sa carrière en tant que chanteuse au printemps 2008 après un gros succès en Finlande. Elle a sorti quatre albums, Alkovi (2008), Vapaa ja yksin (2009), Kun valaistun (2011) et Polaris (2015).
Elle a aussi écrit des chansons pour Antti Tuisku, Tarja Turunen, Jippu, Kristiina Brask et Kristiina Wheeler.

## Discographie
Albums
- Alkovi (2008)
- Vapaa ja yksin (2009)
- Kun valaistun (2011)
- Kun valaistun 2.0 (2012)
- Polaris (2015)

Singles
- Mun koti ei oo täällä (2008)
- Muut (2008)
- Baden-Baden (2009)
- Sama nainen (2009)
- Miehistä viis! (2010)
- Saaliit (2010)
- Sabotage (2011)
- Kohtalon oma (2011)
- Frankenstein (2012)
- Ihana (2015)
- Tuu mua vastaan (2015)